# Hochhaus der Wissenschaftsakademie (Riga)

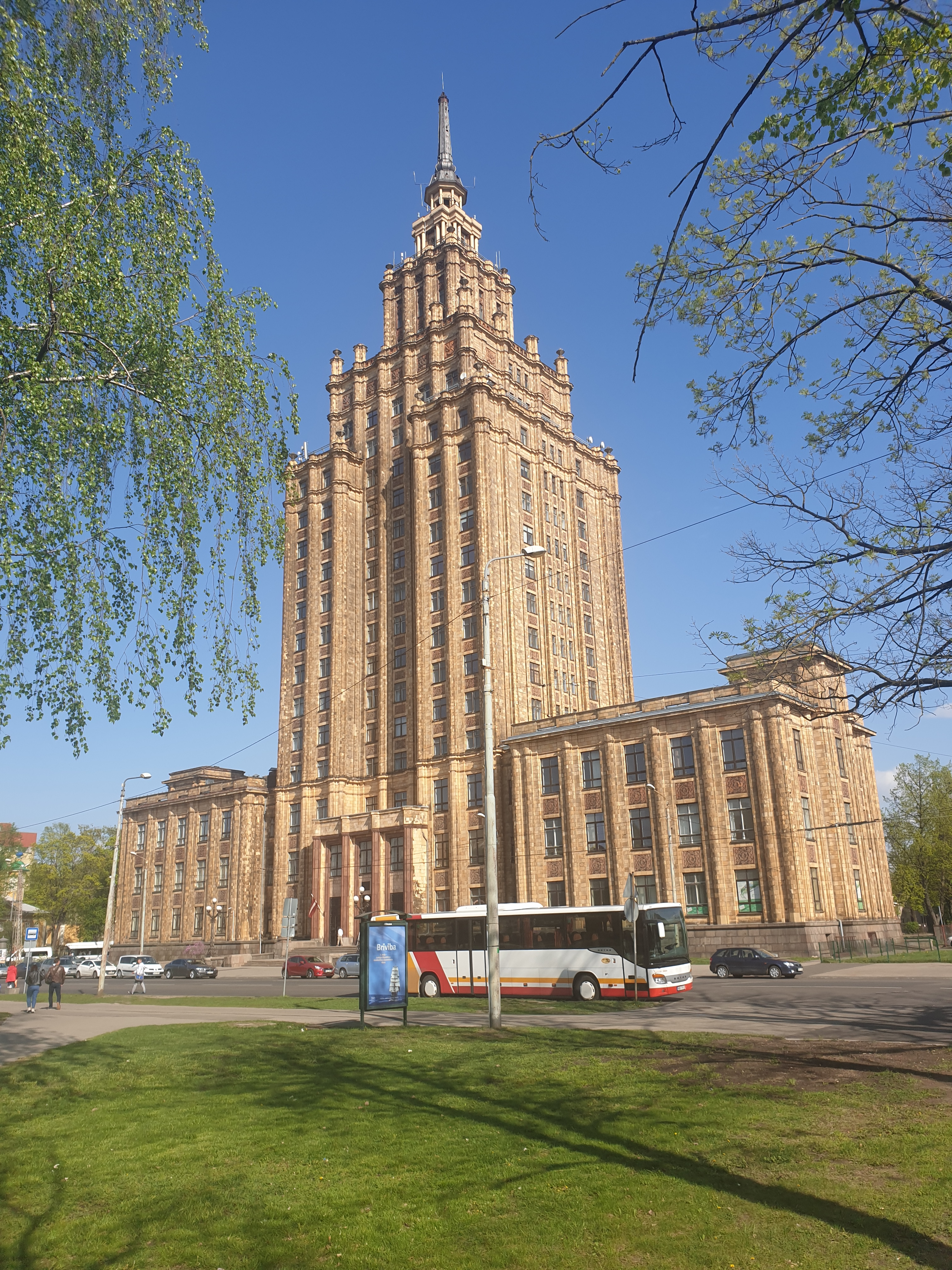
Hochhaus der Akademie der Wissenschaften

Das Hochhaus der Akademie der Wissenschaften (lettisch Zinātņu akadēmijas augstceltne) ursprünglich Kultur- und Wissenschaftspalast ist ein zwischen 1952 und 1958 im Baustil des Sozialistischen Klassizismus errichtetes, 108 Meter hohes Hochhaus in Riga.
Architekten waren Osvalds Tīlmanis, Vaidelotis Apsītis und Kārlis Plūksne. Vorbild in der Gestaltung waren die Moskauer Hochhausbauten, welche als die Sieben Schwestern bezeichnet werden. Beim Bau wurden erstmals in der Sowjetunion Betonfertigteile verwendet, die mit Kunst- und Naturstein verkleidet wurden. Ursprünglich war das Gebäude als „Haus der Kolchosen“ vorgesehen und sollte unter anderem den Kolchosbauern, die vom Lande in die Stadt kamen, als Hotel dienen. Doch dann wurde es der Lettischen Akademie der Wissenschaften übergeben und 1960 eingeweiht.
Das Gebäude beherbergt sowohl die Lettische Akademie der Wissenschaften als auch zahlreiche Sendeanlagen für UKW und TV mit entsprechenden Sendeantennen auf seiner Spitze.